# إليانور كاروثرز
إستريلا إليانور كاروثرز (بالإنجليزية: Eleanor Carothers) ‏(4 ديسمبر 1882 - 1957)، والمعروفة باسم إليانور كاروثرز هي عالمة حيوان ووراثة وخلايا أمريكية، اكتشفت دليلاً ماديًا مهمًا لمفهوم التشكيلة المستقلة، وهو أمر حيوي للفهم الحديث للوراثة.

## حياتها المبكرة وتعليمها
ولدت كاروثرز في 4 ديسمبر 1882 في نيوتن بولاية كنساس، درست في كلية نيكرسون نورمال وذهبت للحصول على درجة البكالوريوس في الآداب ودرجة الماجستير من جامعة كنساس في عامي 1911 و 1912 على التوالي.

## أبحاثها

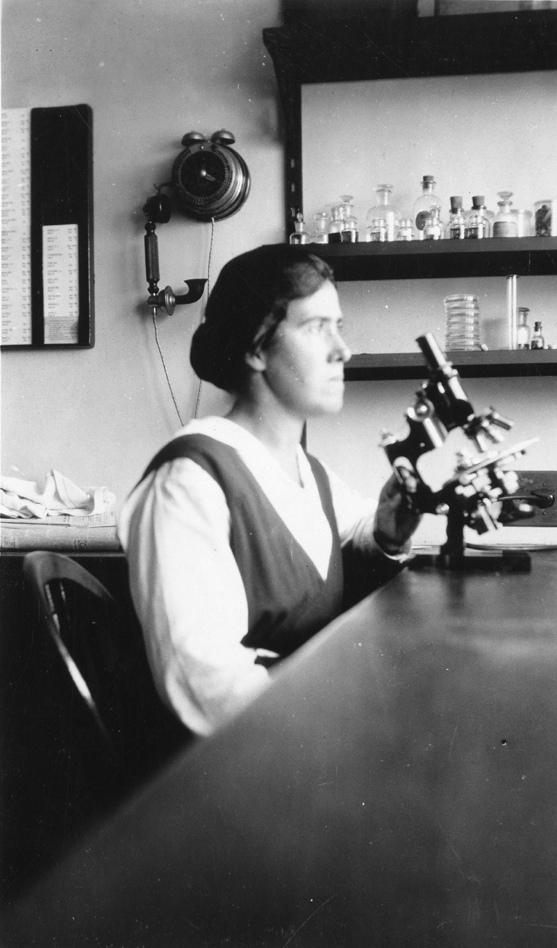
كاروثرز أمام المجهر

بدأت حياتها المهنية كزميلة في جامعة ولاية بنسلفانيا حيث مكثت من 1913-1914، في ذلك العام تم تعيينها كأستاذ مساعد في علم الحيوان هناك،وتخرجت مع درجة الدكتوراه، في عام 1916 بقيت كاروثرز كأستاذ مساعد حتى عام 1936، وعملت أيضًا كمحقق مستقل للمختبر البيولوجي البحري الذي استمر من عام 1920 حتى عام 1941، في عام 1936 انتقلت إلى جامعة آيوا وكانت زميلة أبحاث هناك حتى عام 1941، تم تمويل عملها هناك من قبل مؤسسة روكفيلر.
أثناء الدراسة والتدريس في جامعة بنسلفانيا سافرت كاروثرز إلى المناطق الجنوبية والجنوبية الغربية من الولايات المتحدة في بعثات البحث التي عقدت في عامي 1915 و 1919، وأثناء عملها في جامعة أيوا أكملت عملها الأهم في مجال علم الوراثة وعلم الخلايا باستخدام أجنة الجندب لدراسة تشكيلة مستقلة من الكروموسومات المتجانسة وغير المتجانسة، كان هذا أول دليل مادي على فصل الكروموسومات المتماثلة بشكل مستقل أثناء الانقسام المنصف، وهو مصدر واحد للتنوع الجيني في الكائنات التي تتكاثر جنسيًا.

## حياتها اللاحقة
تقاعدت كاروثرز من جامعة أيوا في عام 1941 وانتقلت من ولاية أيوا إلى كينغمان بولاية كنساس حيث واصلت إجراء أبحاث لمختبر وودز هول البحري البيولوجي، في عام 1954 انتقلت إلى موردوك في كانساس حيث عاشت هناك بقية حياتها. توفيت كاروثرز عام 1957 عن عمر يناهز 75 عامًا.

## الجوائز والتكريمات
في عام 1921 مُنحت كاروثرز جائزة إلين ريتشاردز للأبحاث من قبل رابطة نابولي تابل، كما حصلت على مشاركة مميزة لعملها على أجنة الجندب في الطبعة الرابعة من رجال العلوم الأمريكيين المنشورة في عام 1927 وهي جائزة نادرة وهامة لعالمة في ذلك الوقت، انتُخِبت كاروثرز أيضًا في الأكاديمية الوطنية للعلوم وأكاديمية العلوم الطبيعية في فيلادلفيا.